# 빅토리아주
빅토리아주(영어: Victoria)는 오스트레일리아 남동부에 있는 주(州)이며, 본토에 있는 주 중 가장 작은 주이다. 주도는 멜버른(영어: Melbourne)이다. 가장 인구 밀도가 높고 도시화된 곳이며 개발이 전반적으로 고르게 이루어 가장 발전된 주라 할 수 있다. 남쪽 지역은 이 나라 최대의 낙농 지대를 이루며, 내륙에서는 관개 농업이 활발하다. 1830년 빅토리아주는 원래 농업 지역이었으나, 1851년 금광이 발견되면서 공업과 상업 중심지로 변모하기 시작했다.
2013년 3월 현재 빅토리아주의 인구는 5,713,000명으로 뉴사우스웨일스주 다음으로 인구가 많은 주이다. 주도(州都)는 멜버른이며, 70% 이상의 주민이 이곳에 산다.

## 역사
1788년 대륙을 반으로 갈라 한쪽은 뉴홀랜드라고 이름 붙이고, 나머지 한쪽은 뉴사우스웨일스주라고 이름 짓고 식민지를 건설하고, 시드니에 식민지 정부가 세워졌다. 빅토리아주로의 첫 이주는 현재 빅토리아주의 서부 해안에 있는 포틀랜드에서 이루어졌으며, 멜버른은 1835년에 존 배트맨에 의해 세워졌다.
멜버른 지역의 초기 정착지는 필립 항만 주변으로 알려져 있다. 1851년에 뉴사우스웨일스로부터 분리되어 빅토리아 식민지가 선포되었다.
1851년 발라랏에서 금이 발견되고, 이어서 벤디고 등 빅토리아 전역을 가로질러 수많은 금광이 발견됐다. 이것은 전례 없는 골드러시의 계기가 된다. 이로 인해 식민지는 인구와 경제력이 빠르게 증가하여 10년 후 빅토리아의 인구는 76,000 명에서 540,000 명으로 늘어났다. 금 채광의 성과는 "세계에서 가장 풍부한 금광 지대"라는 말과 세계에서 가장 큰 금 덩어리로 나타났다. 1851년부터 10년간 빅토리아주는 2천만 온스의 금을 생산해내 세계 생산량의 1/3을 차지하였다.
전 세계적으로 금을 찾기 위한 이주자들이 찾아왔으며, 주로 아일랜드, 중국사람들이었다. 대부분의 중국인 광부들은 벤디고 근교에서 일을 하며 대를 이었으며, 그들을 향한 인종 차별이 일기도 했으나 뉴사우스웨일스의 래밍 플랫 폭동같은 반 중국 폭동의 수준에는 미치지 않았다. 그러나 1857년 브라이트인근의 버크랜드 계곡에서 폭동이 일어났으며, 1854년 버크랜드 계곡에서의 장티푸스 발생은 비좁고 비위생적인 금광지대의 조건으로 인해 1000명 이상의 사상자가 발생했다.
1854년에는 빅토리아 정부의 채굴세(유레카 스토케이드)에 광부들이 반발해 무장 반란군 세력이 영국군과 충돌한다. 그러나 반란군의 몇몇 지휘자는 그 후 빅토리아 의회의 의원이 되었으며, 호주 민주주의의 발전의 계기가 됐다. 첫 해외 군사 작전으로는 뉴질랜드의 마오리 전쟁에 병력과 전함을 보내는 것이었고, 뉴사우스웨일스의 병력은 그 이전 크림 전쟁에 참전했다.
1901년 빅토리아주는 오스트레일리아의 일원이 됐다. 골드러시의 결과, 멜버른은 오스트레일리아와 뉴질랜드의 금융 중심지가 되었다. 멜버른은 1901년~1927년 사이에는 개발 중인 캔버라를 대신해 오스트레일리아의 수도였다. 그 당시에 오스트레일리아에서 가장 큰 도시였으며, 대영 제국 당시의 도시 중에 런던 다음으로 가장 인구가 많은 도시이기도 했다. 그 후 멜버른
은 계속 중요한 다국적 기업과 금융의 중심지로 남았지만, 1970년~1980년에 걸쳐 천천히 시드니에게 역전 당하고 만다.

## 주민

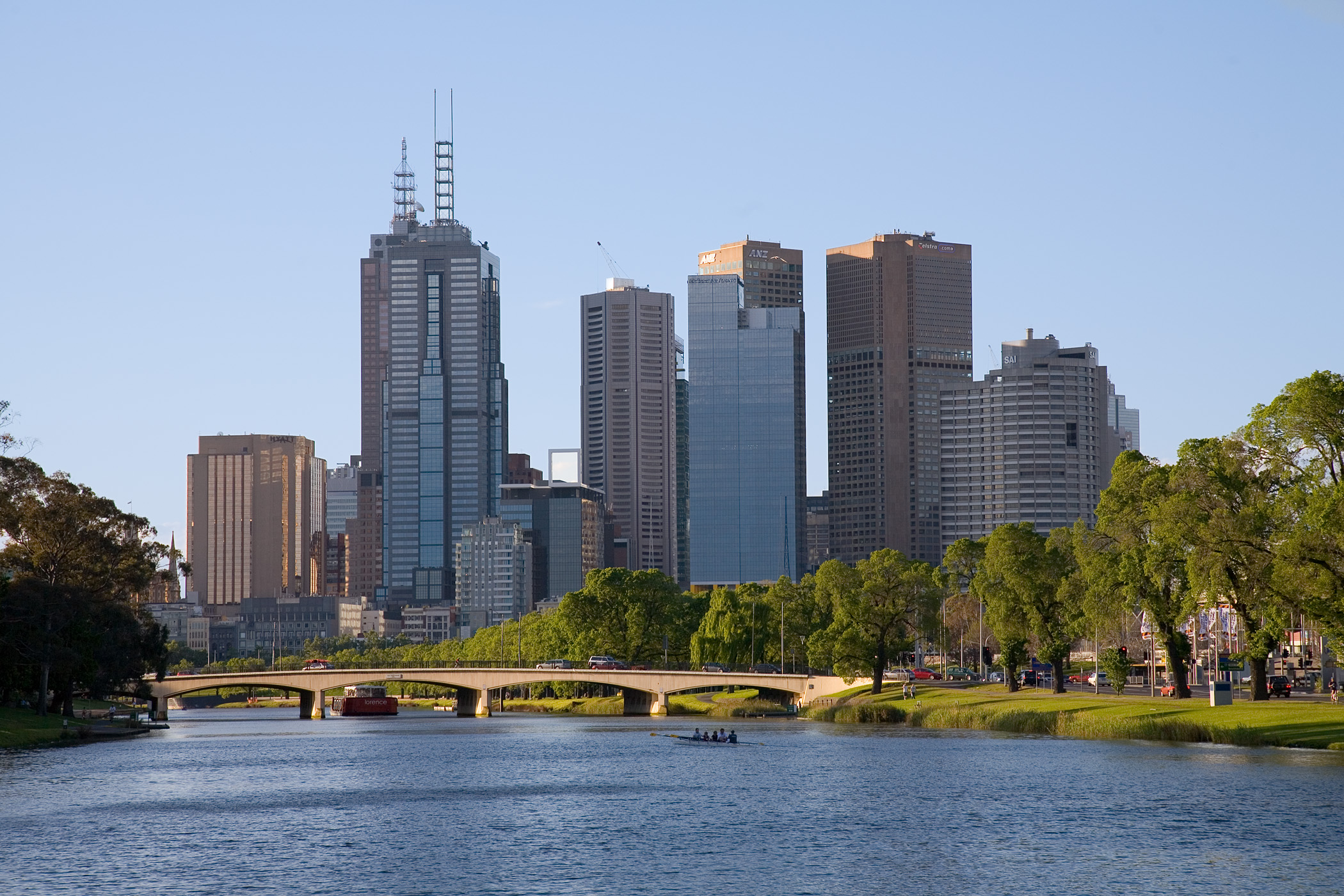
주민의 70%가 거주하고 있는 주도 멜버른

2006년 오스트레일리아 인구조사 결과 빅토리아주의 인구는 4,932,422 명으로, 1996년의 통계보다 6.2% 증가했다. 오스트레일리아 통계청은 2007년 6월 빅토리아주의 인구가 5,087,000 명애 다다르며, 2050년 경에는 7,200,000명으로 증가할 것으로 예측하고 있다. 빅토리아주 인구의 토대는 앵글로-켈틱계였으나 동유럽, 남부 유럽, 동남아시아에서의 이민자들로 채워지고 있으며, 최근에는 중동, 아프리카의 뿔 지역에서도 많은 이민자가 찾아오고 있다. 빅토리아주의 노년 인구는 오스트레일리아의 평균 수준이다. 정부는 2021년에는 빅토리아주의 60세 이상 인구가 1/4를 차지할 것으로 보고 있다. 2006년 인구조사로 오스트레일리아 인구의 평균 연령이 2001년 조사때의 35세에서 37세로 증가한 사실을 알게 됐고, 이는 1969~72년에 최고점에 이르렀던 인구 증가의 반영으로 보고 있다.
빅토리아주 인구의 70% 이상이 주 남부에 위치한 주도 멜버른에 살고 있어, 멜버른 권역에만 대략 4,246,345명(2012)의 인구가 살고 있다. 이밖에도 절롱, 발라랏, 벤디고, 쉐파톤, 밀두라, 워넘불, 라트로브 벨리가 그 뒤를 잇고 있다. 빅토리아주는 오스트레일리아에서 가장 도시화가 진행된 곳으로 인구의 90%가 도심에 거주하고 있다. 1871년, 주민의 절반 이상이 도심에서 살게 됐으며, 오늘날에는 주민의 12%만이 벽지에 거주하고 있다. 정부가 추진하고 있는 주민의 균형적인 거주정책에서 불구하고, 멜버른을 향한 인구의 흐름은 계속되고 있다.
주민의 약 72%는 오스트레일리아 태생이다. 이 수치는 멜버른에서는 66%까지 떨어지지만, 북서부 지역에서는 95%까지 올라간다. 주민의 2/3은 영국, 아일랜드계이며, 주민중 1% 이하만이 어보리진이다. 외국 태생의 빅토리아 사람들의 대부분은 영국, 이탈리아, 베트남, 그리스, 뉴질랜드 출신이다.
종교
주민의 약 60.5%는 기독교인이다. 로마 가톨릭이 27.5%로 가장 크며, 그 뒤를 성공회와 오스트레일리아 교회 연합이 잇고 있다. 천주교와 개신교인이 각각 인구의 30%이다. 불교는 빅토리아주에서 비기독교 종교 중 가장 큰 비중을 차지하고 있으며, 현재 불교인은 132,634명으로 빠르게 성장하고 있다. 또한, 빅토리아주에는 109,370명의 무슬림과 41,105명의 유대인이 살고 있다. 주민의 20%정도는 무교이기도 하다.

## 지리

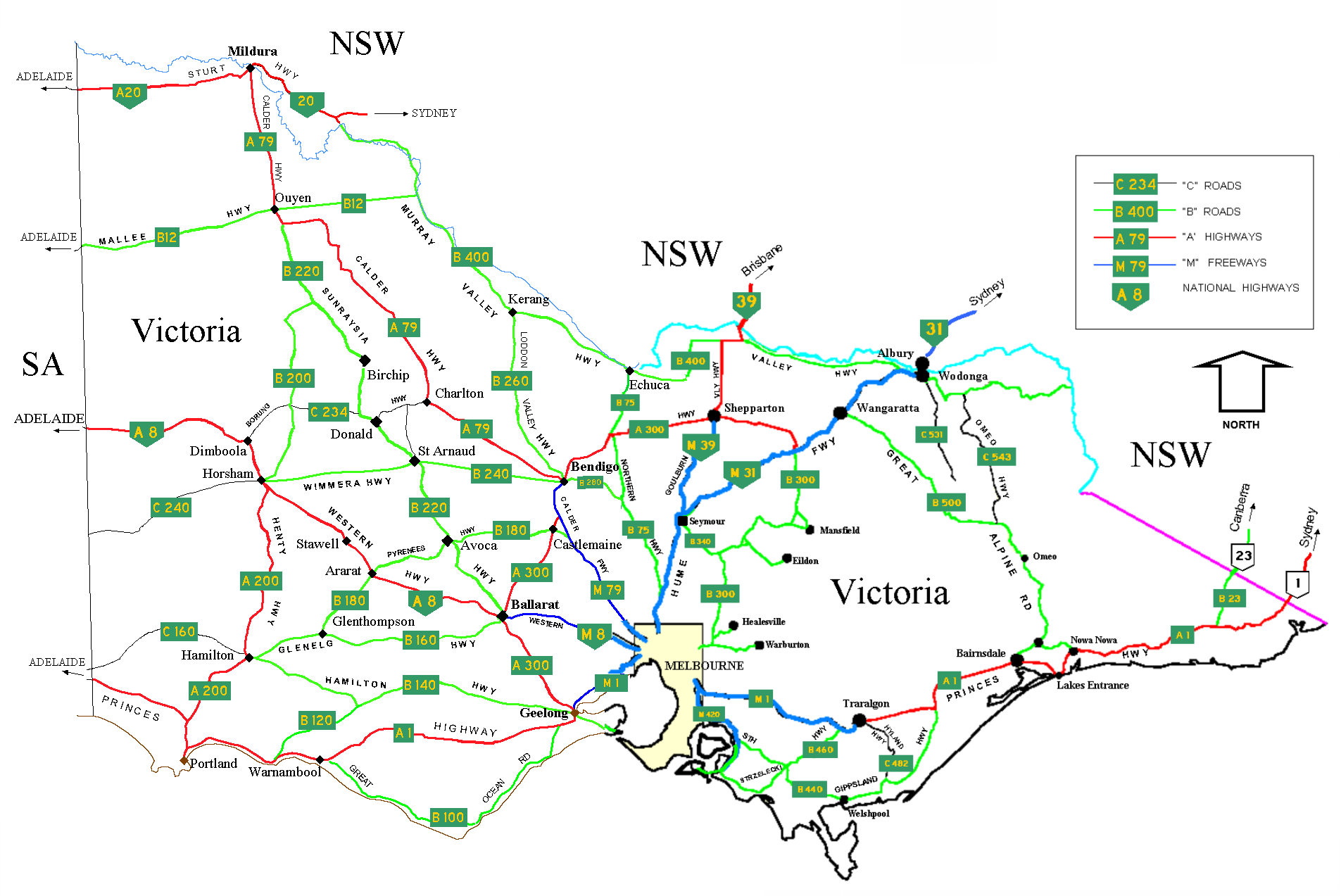
빅토리아주의 도로망

빅토리아주의 북부 경계는 머리강을 따라 그레이트디바이딩산맥의 남쪽을 가로지른다. 서쪽은 사우스오스트레일리아주와 맞대고 있고, 남쪽은 태즈메이니아와 맞대고 있다. 빅토리아와 태즈메이니아의 주 경계는 39°12' S로 윌슨곶에서 남쪽으로 85m 떨어진 배스 해협을 가로지르며 오스트레일리아의 주 경계 중 가장 짧은 곳이다. 빅토리아주는 매우 다양한 지형, 지질, 기후를 지니고 있다. 남동쪽의 깁슬랜드의 따뜻한 날씨부터 눈덮힌 오스트레일리아알프스와 북서쪽의 반건조초원같이 말이다.
빅토리아주는 나머지 주들과는 달리 강수량이 높기 때문에 많은 강이 흐르고 있다. 그 중에서도 가장 큰 강은 머리강이며, 그 밖에도 오븐스강, 거번강, 킹강, 캄파스페강, 로돈강, 위메라강, 엘진강, 바원강, 톰슨강, 스노이강, 러트로브강, 야라강, 마리버농강, 미타강, 홉킨스강, 메리강, 키와강이 있다.
빅토리아의 주도인 멜버른에는 70% 이상의 인구가 몰려있어 주의 경제, 매체, 문화의 중심으로 자리 잡고 있으며, 다른 도시는 빅토리아주의 지방 자치 행정 구획, 빅토리아주의 지역 목록에서 볼 수 있다.

## 기후
빅토리아주의 기후는 작은 지역임에도 불구하고 꽤 다양한 기후를 가지고 있다. 북서부는 반건조지역이며 해안쪽으로 갈수록 온대 지역과 선선한 기후가 나타난다. 빅토리아주의 그레이트디바이딩산맥은 주의 중심부에 서늘한 산악 기후를 조성한다.
빅토리아주는 오스트레일리아 본토의 다른 주와는 달리 최남단에 위치하기 때문에 다른 곳보다 서늘하고 습한 날씨가 나타난다. 그레이트디바이딩산맥 남부의 해안 평야는 남극해의 바람 덕분에 여름의 열기와 겨울의 냉기로부터의 영향을 덜 받는다. 그렇기 때문에 멜버른 등의 도시들은 이 지역에 위치한다. 말레와 위메라는 사막과 가까워 빅토리아주에서 가장 더운 곳이다. 빅토리아주의 여름 평균 기온은 30 °C이며, 1939년 1월 10일 밀두라에서 47.2 °C를 기록한 적이 있다. 겨울의 평균 기온은 15 °C이며, 1947년 8월 13일 호담산에서 -12.8 °C가 기록된적이있다.
강수량
빅토리아주는 태즈메이니아 다음으로 비가 많이 내리는 주이다. 빅토리아주의 강수량은 북에서 남쪽으로 갈수록 높아지는데 특히 고산지대에 많은 비가 내린다. 북동부 지방의 몇몇 곳은 연간 강수량이 1,800mm를 넘어가기도 하지만, 북서부에서는 연간 250mm도 안내리는 곳도 있다. 남부 빅토리아주의 오트웨이 국립공원과 북동부의 깁슬랜드가 특히 많은 비가 내린다. 덕분에, 깁슬랜드 지역의 땅은 농경지로 주로 쓰이고 있다. 눈은 보통 산맥과 구릉지대인 주의 중심부에만 내린다. 빅토리아주의 하루 최고 강수량 기록은 375mm로 오트웨이 국립공원의 1983년 3월 22일 태니브린에 내린 비이다.
| Victoria의 기후             | Victoria의 기후 | Victoria의 기후 | Victoria의 기후 | Victoria의 기후 | Victoria의 기후 | Victoria의 기후 | Victoria의 기후 | Victoria의 기후 | Victoria의 기후 | Victoria의 기후 | Victoria의 기후 | Victoria의 기후 | Victoria의 기후 |
| 월                          | 1월             | 2월             | 3월             | 4월             | 5월             | 6월             | 7월             | 8월             | 9월             | 10월            | 11월            | 12월            | 연간            |
| --------------------------- | --------------- | --------------- | --------------- | --------------- | --------------- | --------------- | --------------- | --------------- | --------------- | --------------- | --------------- | --------------- | --------------- |
| 역대 최고 기온 °C (°F)      | 47.2 (117.0)    | 48.8 (119.8)    | 44.4 (111.9)    | 39.3 (102.7)    | 32.2 (90.0)     | 25.7 (78.3)     | 27.1 (80.8)     | 29.9 (85.8)     | 37.7 (99.9)     | 40.2 (104.4)    | 45.8 (114.4)    | 46.6 (115.9)    | 48.8 (119.8)    |
| 역대 최저 기온 °C (°F)      | −3.9 (25.0)     | −3.9 (25.0)     | −4.3 (24.3)     | −8.2 (17.2)     | −8.3 (17.1)     | −11.7 (10.9)    | −11.7 (10.9)    | −10.5 (13.1)    | −9.4 (15.1)     | −8.4 (16.9)     | −6.8 (19.8)     | −5.2 (22.6)     | −11.7 (10.9)    |
| 출처: Bureau of Meteorology |                 |                 |                 |                 |                 |                 |                 |                 |                 |                 |                 |                 |                 |

## 관광
빅토리아주의 주요 관광지

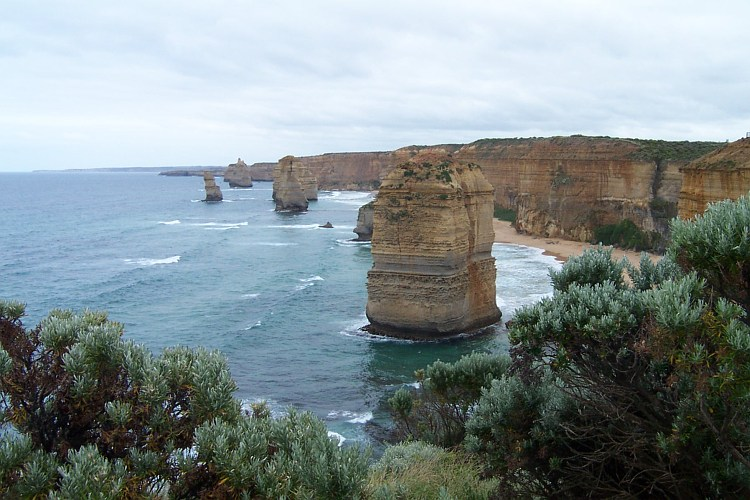
12 사도

- 주도 멜버른 도심가는 크라운 카지노, 멜버른 동물원, 멜버른 박물관, 멜버른 수족관으로 유명하며, 근교에는 멜버른 도크랜드, 사우스뱅크, 성 킬다, 아트센터, 빅토리아주 국립 미술관, 연방 광장, 멜버른 크리켓 경기장이 가볼만하다.
- 이전 금광지대로써 역사적 가치를 지니고 있는 발라랏, 비치워스, 벤디고, 캐슬메인, 몰든, 데일리스포드같은 곳도 가볼만하다.
- 자연 경관으로는 12 사도, 윌슨곶, 그램피언스국립공원, 필립섬의 페어리 펭귄, 버컨동굴, 깁슬랜드호가 유명하다.
- 단데농 언덕은 퍼핑 빌리와 힐즈빌 야생동물 보호구역로 유명하다.
- 머리강이 가로지르는 마을 에추카와 밀두라도 추천한다.
- 절롱에서는 호주 국제 에어쇼가 개최된다.
- 벨라닌반도에는 아름다운 해변으로 유명한 벨스비치와 토키 그리고 유서깊은 휴양 도시인 퀸스클리프가 있다.
- 모닝톤반도는 포도주 양조장과 한적한 해변으로 알려져 있으며, 이곳을 한눈에 바라볼 수 있는 아서의 시트도 놓칠 수 없다. 해안선을 따라 있는 포트시와 소렌토도 가볼 만하다.
- 또한, 야라 밸리도 포도주 양조장으로 유명하다.
- 그레이트 오션 로드는 12 사도로 유명하며, 인근에는 역사적 가치를 지닌 포트 페어리, 포트 랜드가 있다. 고래 관찰을 할 수 있는 휴양지인 론도 있다.
- 오스트레일리아알프스지역은 스키로 유명하다.

기타 유명한 관광 활동으로는 글라이딩, 행글라이딩, 열기구, 스쿠버다이빙이 있다.
커다란 행사 개최도 빅토리아주의 관광의 큰 부분을 차지한다. 주로 멜버른에서 개최되지만, 필립 섬에서 열리는 V8 슈퍼카와 오스트레일리아 모터사이클 그랑프리, 워넘불의 장애물경마대회, 절롱에서 열리는 오스트레일리아 국제 에어쇼, 포트 페어리 민속 축제, 퀸스클리프 음악 축제, 벨스비치의 서프클래식, 브라이트의 가을 축제와 같은 많은 지역 축제가 있다.

## 문화와 스포츠
빅토리아주는 호주식 풋볼의 본고장이며, 오스트레일리아 풋볼 리그의 16개의 클럽중 10개의 클럽이 이 곳에 자리 잡고 있다. 전통적으로 AFL 시즌 최종 경기는 멜버른 크리켓 경기장에서 9월의 마지막 토요일에 열린다.
빅토리아주의 크리켓팀인 빅토리안 부쉬레인져스는 전국 푸파 컵에서 경기를 뛰고 있다.
빅토리아주의 멜버른 스톰과 멜버른 레벨스으로 각각 전국 럭비 리그와 호주 럭비 선수권 대회의 주 대표 팀으로 참가하고 있다.
축구 종목에서는 빅토리아주의 멜버른 빅토리 FC와 A리그에서 4번이나 전국 선수권을 거머쥔 사우스 멜버른 FC가 그 이름을 빛내고 있다.

## 같이 보기
- 윌선스 프로몬토리 국립공원